# 打不倒的勇者 (電影)
《打不倒的勇者》是一部2009年南非傳記運動電影，由克林·伊斯威特執導，主演有摩根·費里曼和麥特·戴蒙。故事根據約翰·卡林的著作《與敵人戰鬥：納爾遜·曼德拉和一場改變國家的比賽》（Playing the Enemy: Nelson Mandela and the Game that Made a Nation）改編而成，講述南非舉行1995年世界盃橄欖球賽期間，當時的總統納爾遜·曼德拉如何與國家橄欖球隊隊長法蘭索瓦·皮納爾同心協力，聯手凝聚國人向心力，讓剛擺脫種族隔離制度不久而面臨分裂的南非能夠團結一致。

## 演員
- 摩根·費里曼 飾演 納爾遜·曼德拉
- 麥特·戴蒙 飾演 法蘭索瓦·皮納爾
- Tony Kgoroge（英语：Tony Kgoroge） 飾演 Jason Tshabalala
- Adjoa Andoh（英语：Adjoa Andoh） 飾演 Brenda Mazibuko
- 朱利安·劉易斯·瓊斯（英语：Julian Lewis Jones） 飾演 Etienne Feyder
- Patrick Mofokeng 飾演 Linga Moonsamy
- Matt Stern 飾演 Hendrick Booyens
- Marguerite Wheatley 飾演 Nerine Winter
- Patrick Lyster 飾演 法蘭索瓦·皮納爾的父親
- Leleti Khumalo（英语：Leleti Khumalo） 飾演 Mary
- McNeil Hendricks（英语：McNeil Hendricks） 飾演 切斯特·威廉斯（英语：Chester Williams）
- 史葛·伊士活 飾演 喬爾·斯特蘭斯基（英语：Joel Stransky）
- Zak Feaunati（英语：Isaac Fe'aunati） 飾演 約拿·羅姆
- 格蘭特·L·羅伯茲（英语：Grant L. Roberts） 飾演 Ruben Kruger（英语：Ruben Kruger）
- Rolf E. Fitschen 飾演 Naka Drotské（英语：Naka Drotské）
- Vaughn Thompson 飾演 Rudolf Straeuli（英语：Rudolf Straeuli）
- 羅賓·B·史密斯（英语：The Commandant） 飾演 Johan de Villiers
- Charl Engelbrecht 飾演 Garry Pagel（英语：Garry Pagel）
- Graham Lindemann 飾演 Kobus Wiese（英语：Kobus Wiese）
- Louis Minnaar 飾演 Springbok Coach
- 西恩·卡麥隆·麥可 飾演 Springbok Equipment Manager
- Danny Keogh 飾演 Louis Luyt（英语：Louis Luyt）
- Bonnie Henna（英语：Bonnie Henna） 飾演 Zindzi Mandela-Hlongwane（英语：Zindzi Mandela-Hlongwane）
- Kgosi Mongape 飾演 Sipho
- David Dukas 飾演 the pilot of the Boeing 747 who flew low over Ellispark Stadium just prior to the appearance of Mandela on the field before the game started

## 背景
電影原名取自一首1888年出版的詩《不屈不撓》（Invictus），作者為威廉·歐內斯特·亨利。亨利在12岁时罹患骨结核病。数年后，该疾病蔓延到腿部，医生宣布拯救他生命的唯一办法是在膝盖以下直接截肢。截肢手术在他25岁时进行。1875年，他在病床上写了一诗。尽管残疾了，但是他凭借完好的一只脚积极生活，直到53岁去世。

## 外部連結
- 官方网站
- Invictus trailer at the Governing Dynamo
- 互联网电影数据库（IMDb）上《打不倒的勇者》的资料（英文）
- 豆瓣电影上《打不倒的勇者》的資料 （简体中文）
- 爛番茄上《打不倒的勇者》的資料（英文）